# Voise
Voise – miejscowość i gmina we Francji, w Regionie Centralnym, w departamencie Eure-et-Loir.
Według danych na rok 1990 gminę zamieszkiwało 231 osób, a gęstość zaludnienia wynosiła 22 osoby/km² (wśród 1842 gmin Regionu Centralnego Voise plasuje się na 909. miejscu pod względem liczby ludności, natomiast pod względem powierzchni na miejscu 1124.).